# Sins
Sins és un municipi del cantó d'Argòvia (Suïssa), situat al districte de Muri. El 2023 tenia 4.468 habitants.